# Tào Vũ công
Tào Vũ công (chữ Hán: 曹武公; trị vì: 554 TCN-528 TCN), tên thật là Cơ Thắng (姬勝), là vị vua thứ 20 của nước Tào – chư hầu nhà Chu trong lịch sử Trung Quốc.
Tào Vũ công là con của Tào Thành công – vua thứ 19 nước Tào. Năm 555 TCN, Tào Thành công mất, Cơ Thắng lên nối ngôi, tức là Tào Vũ công.
Trong thời gian ở ngôi, Tào Vũ công nhiều lần đi hội chư hầu do Tấn Bình công làm chủ. Sau nhiều năm chiến tranh giành ngôi bá chủ, Tấn và Sở giảng hòa, chư hầu thống nhất tôn cả hai làm minh chủ và hội họp cùng, Tào Vũ công tiếp tục tham dự những lần họp chư hầu.
Năm 528 TCN, Tào Vũ công qua đời. Ông ở ngôi được 27 năm. Con ông là Cơ Tu lên nối ngôi, tức là Tào Bình công.